# Восново (Бежецький район)
Восново (рос. Восново) — село в Бежецькому районі Тверської області Російської Федерації.
Населення становить 1 особу. Входить до складу муніципального утворення Житищенське сільське поселення.

## Історія
Від 2005 року входить до складу муніципального утворення Житищенське сільське поселення.

## Населення
| 1859 | 1989 | 2008 | 2010 |
| ---- | ---- | ---- | ---- |
| 65   | ↘62  | ↘5   | ↘1   |